# マーガレット・コート・アリーナ
マーガレット・コート・アリーナ（Margaret Court Arena）は、オーストラリア・メルボルンにあるテニス競技場である。
1988年にショーコート・ワン（Show Court One）として竣工。本会場は赤茶色の外観で、全豪オープンで使用されるコートの中でも3番目に多い7500人の収容能力を持ち、2003年全豪オープンからは男女通じてグランドスラムシングルス最多優勝記録を誇る、当地を代表する偉大な女性テニス選手であるマーガレット・コートの名を冠するようになった。
アリーナは2015年に開閉式の屋根を取り付ける改修工事が完成し、収容能力はそれまでの6000人から7500人に拡大された。

## ギャラリー

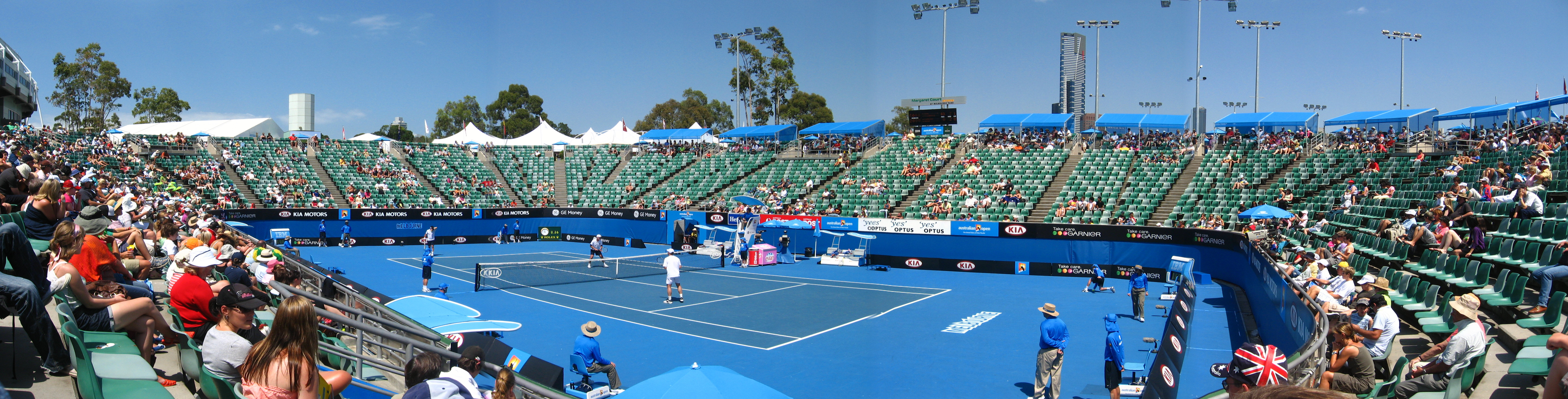
2009年のマーガレット・コート・アリーナ
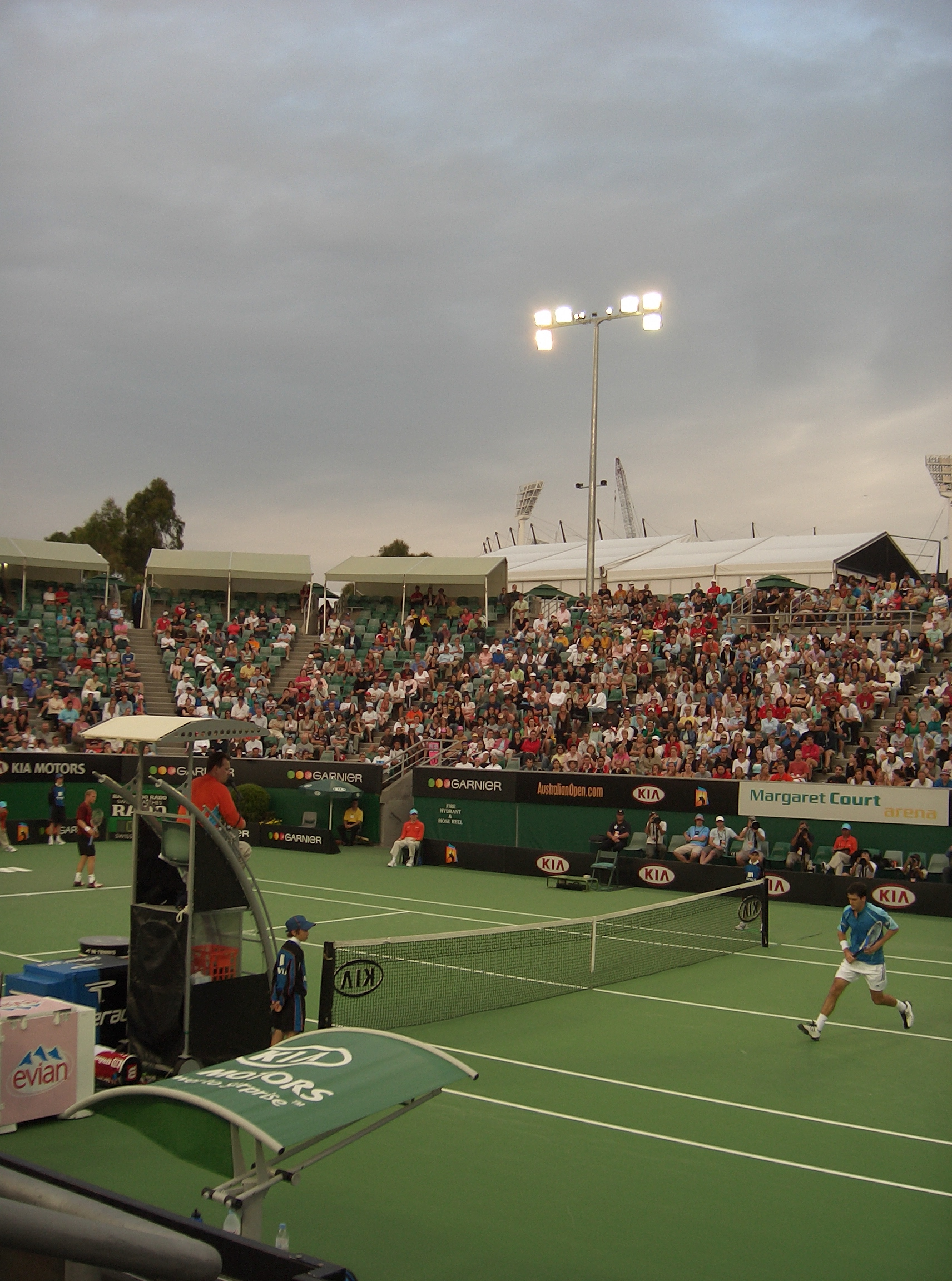
2006年全豪オープンで、同会場で試合を行うティム・ヘンマンとドミトリー・トゥルスノフ
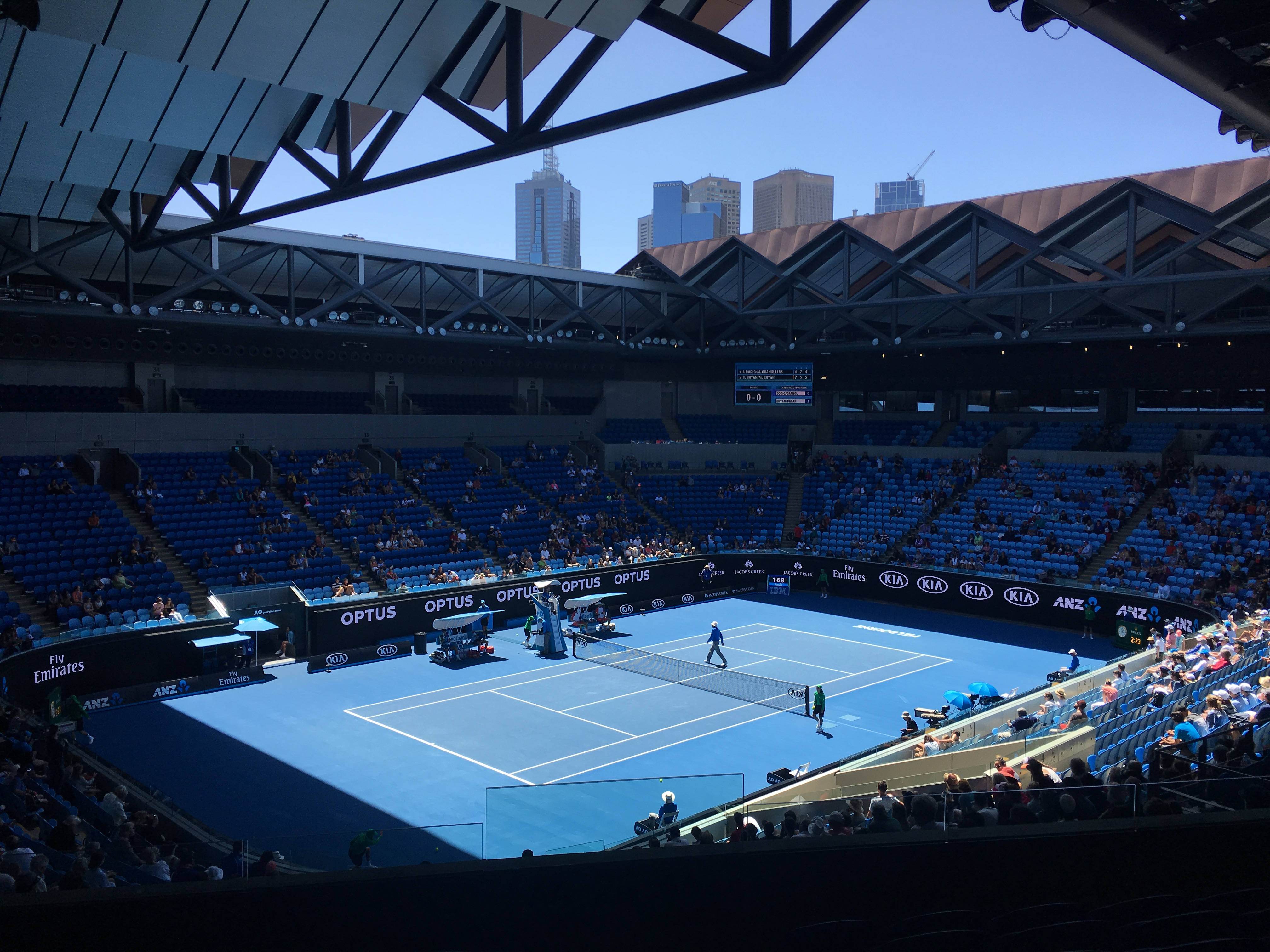
2017年のマーガレット・コート・アリーナ